# Partido Laborista (España)
Partido Laborista es el nombre de varios partidos políticos españoles de distintas épocas, sin relación ideológica con el laborismo británico.
El primero fue fundado por Eduardo Aunós en abril de 1930 a imitación del fascismo italiano y como continuidad del programa corporativista de la recién caída Dictadura de Primo de Rivera. Tuvo muy escasa repercusión. Aunós se integró posteriormente en Falange Española.
En 1945, bajo la Dictadura franquista, se tuvo noticia de un llamado Partido Laborista, formado por el ala «socializante» de la Falange Española y por antiguos miembros del Partido Sindicalista partidarios de la integración en la Organización Sindical Española, por lo que habían sido expulsados del mismo por la dirección del partido exiliada en Francia. Al parecer contaban con el apoyo del ministro de Trabajo, el camisa vieja de Falange José Antonio Girón de Velasco. Pero en 1947, «habiendo perdido toda utilidad para el régimen, éste procedió a detener a unos setenta miembros del Partido Laborista en Cataluña, Valencia, Madrid y Galicia».
En 1976 Rafael Quetglas Vicens y Emilio Galana Arroyo inscribieron un "Partido Laborista" como denominación de partido de "Asociación Laborista", en el marco de la Ley de Asociaciones Políticas.